# Голиці (Любуське воєводство)
Голиці (пол. Golice, нім. Gohlitz) — село в Польщі, у гміні Слубіце Слубицького повіту Любуського воєводства.
Населення — 402 особи (2011).
У 1975-1998 роках село належало до Гожовського воєводства.

## Демографія
Демографічна структура станом на 31 березня 2011 року:
|          | Загалом | Допрацездатний вік | Працездатний вік | Постпрацездатний вік |
| -------- | ------- | ------------------ | ---------------- | -------------------- |
| Чоловіки | 205     | 52                 | 139              | 14                   |
| Жінки    | 197     | 42                 | 123              | 32                   |
| Разом    | 402     | 94                 | 262              | 46                   |